# Physalaemus maculiventris
Espèce
Synonymes
- Eupemphix maculiventris Lutz, 1925

Statut de conservation UICN

 LC  : Préoccupation mineure
Physalaemus maculiventris est une espèce d'amphibiens de la famille des Leptodactylidae.

## Répartition
Cette espèce est endémique du Brésil. Elle se rencontre à environ 800 m d'altitude de Santa Teresa dans l'État d'Espírito Santo à São Bento do Sul dans l'État de Santa Catarina.

## Publication originale
- Lutz, 1925 : Batraciens du Brésil. Comptes Rendus des Séances de la Société de Biologie et de Ses Filiales, vol. 93, p. 137–139.